# Örnsköldsvik (stad)
Örnsköldsvik is de hoofdstad van de gemeente Örnsköldsvik in het landschap Ångermanland en de provincie Västernorrlands län in Zweden. De stad heeft 32.493 inwoners (2015) en een oppervlakte van 2397 hectare. De stad ligt aan een baai van de Botnische Golf.
De plaats is genoemd naar Per Abraham Örnsköld (1720-1791) een Zweedse graaf en landshövding (een bepaalde functie in het provinciebestuur). De naam Örnsköldsvik betekent letterlijk vertaald Arendschildsbaai. In 1842 werd de plaats een soort marktplaats (köping) en in 1892 kreeg ze stadsrechten. Een schip uit deze stad, de Tripolia verging in 1881 op de Nederlandse kust.

## Verkeer en vervoer
Bij de plaats lopen de Europese weg 4 en Länsväg 352.
De plaats heeft een station aan de spoorlijnen Västeraspby - Umeå en Mellansel - Örnsköldsvik.

## Bekende personen
- Åke Nordin (1936), oprichter van Fjällräven, een merk van outdoorkleding en -materiaal.
- Thomas Erikson (1965), schrijver en gedragsdeskundige
- Tomas Haake (1971), drummer van de extreme metalband Meshuggah
- Peter Forsberg (1973), ijshockeyspeler in de NHL
- Markus Näslund (1973), ijshockeyspeler in de NHL
- Henrik Sedin (1980), ijshockeyspeler in de NHL
- Daniel Sedin (1980), ijshockeyspeler in de NHL
- Amanda Aasa (1996), zangeres

## Sport
In 1976 werden hier de eerste Paralympische winterspelen georganiseerd. MODO Hockey is een professionele ijshockeyteam uit Örnsköldsvik. De club speelt in de Zweedse Svenska hockeyligan.

## Externe link

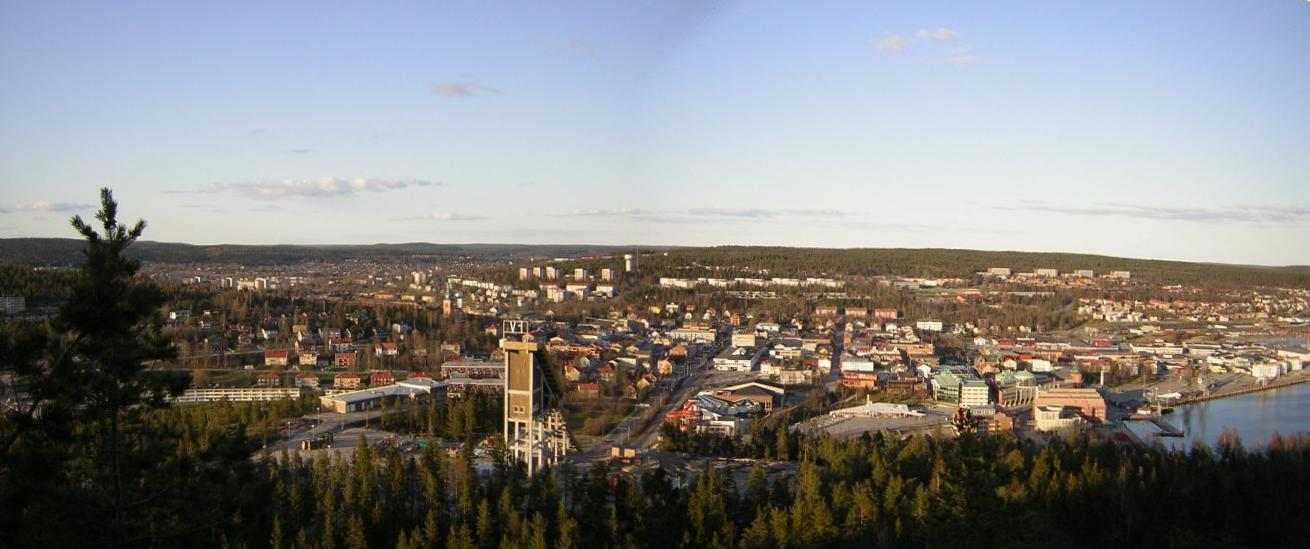
Örnsköldsvik